# Ponte do Saber
Ponte do Saber ("Puente del saber") es un puente atirantado en Río de Janeiro, Brasil. 
Completado en 2012, el puente conecta el campus Ilha do Fundão de la Universidad Federal de Río de Janeiro (UFRJ) con el ferrocarril Linha Vermelha (línea roja) con dirección al centro de Río de Janeiro. El puente se inauguró y se abrió al tráfico el 17 de febrero de 2012.